# National Wrestling Alliance
National Wrestling Alliance (NWA) ist der Name einer US-amerikanischen Wrestling-Föderation, die seit Frühjahr 2017 in Los Angeles, Californien beheimatet ist. Aktueller Präsident der Organisation ist seit dem 1. Mai 2017 der Musiker Billy Corgan.
Die National Wrestling Alliance bietet verschiedenen Independent-Promotionen eine Plattform, auf der unter einem gemeinsamen Banner veranstaltet werden kann. Zwischen 2019 und September 2023 bildete die NWA eine eigene Promotion. Dadurch gab sie ihren bisherigen Status als Dachverband, der im Englischen auch als Federation oder Umbrella Organization bezeichnet wurde, auf. Im Oktober 2023, nach dem Verkauf der WWE, führte sie wieder das Territorialprinzip ein, was die NWA wieder zur Federation machte.

## Geschichte

### Vorgeschichte

#### 1900er bis 1930er
Die heutige National Wrestling Alliance ging aus einer kleinen regionalen Promotion des mittleren Westens hervor. Im Februar 1902 wurde im Bundesstaat Iowa jene Promotion aufgestellt, die seit ca. 1930 vom Promotor „Pinkie“ George geleitet wurde. Unter dessen Leitung trat diese Promotion unter dem Banner von National Wrestling Association of Iowa der National Wrestling Association bei.
„Pinkie“ George geriet jedoch schnell in Gegensatz zu Tom Packs, der seit 1922 mit seiner Firma Tom Packs Sport Enterprises von St. Louis, Missouri aus das Wrestling des mittleren Westen kontrollierte. Packs’ Firma understand die in St. Louis beheimatete Promotion Northwest Association und Tom Packs selbst betrieb dort seit ca. 1929 das lokale Affiliate unter dem Banner von National Wrestling Association of St. Louis.
Packs führte ab etwa 1930 an die National Wrestling Association autoritär und duldete in seinen Entscheidungen von seinen Co-Promotoren so gut wie keinen Widerspruch. Um nun für einen gewissen Ausgleich zu sorgen, beschloss das NWA Board Of Directors 1935, diesem Paul Bowser zur Seite zu stellen. Dieser dominierte mit seiner American Wrestling Association die US-amerikanische Ostküste mit den Neuenglandstaaten und New York.
Es zeigte sich jedoch schnell, das sich Bowser nicht gegen Packs durchsetzen konnte. So übernahm nun Tom Packs das Booking für den mittleren Westen und Bowser für die Ostküste.
Packs' autoritärer Führungsstil geriet innerhalb der National Wrestling Association immer mehr in kontroverse Diskussionen.
Der erste Promotor, der offen gegen Tom Packs rebellierte, war der in Kansas City, Kansas beheimatete Orville Brown. Diesem gelang es im Januar 1940 einige einflussreiche Promotoren auf seine Seite zu bringen. So kontrollierte Brown im Gespann mit George Simpson neben der Doppelstadt Kansas City schließlich auch die Städte St. Josef, Minnesota, Topeka und Wichita in Kansas.
Der Promotor Al Haft stellte in Columbia, Ohio das Banner Midwest Wrestling Association (MWA) auf, dem sich Orville Brown und dessen Mentor George Simpson anschlossen. Das neue Banner veranstaltete nun im gesamten mittleren Westen und kreierte bereits am 13. Juni 1940 ihren eigenständigen MWA World Title, der nun die Instabilität der National Wrestling Association unter der Doppelführung „Packs-Bowser“ offenbarte.

#### 1940er
Orville Brown war es im Januar 1940 gelungen, einige unzufriedene Promotoren der National Wrestling Association auf seine Seite zu ziehen. Brown betonte als erster Tom Packs gegenüber, das die NWA nur eine Federation, ein freiwilliger Zusammenschluss verschiedener Promotoren darstelle. So begannen Al Haft, George Simpson und er unter dem Banner von Midwest Wrestling Association ihre Turniere zu veranstalten.
Ihnen schlossen sich kurze Zeit später auch die Promotoren Max Baumann, Norris Stauffler, Johnny Apt, Billy Sandow und Perry Bash an. Sie bildeten nun eine Allianz mit dem Trio Haft-Simpson-Brown, das sich offen gegen die autoritäre Führungsart der National Wrestling Association durch Tom Packs stellte, der in dieser die absolute Kontrolle beanspruchte.
Baumann, Stauffer, Apt, Sandow und Bash veranstalteten im Januar 1941 als erste Promotoren des mittleren Westens unter dem Banner der National Wrestling Alliance, der sich auch die MWA unter Haft, Simpson und Brown anschloss.
Sie gingen schließlich so weit, dass sie zwischen dem 24. Februar 1941 und dem 29. April 1946 ihre Veranstaltungen unter dem Banner von National Wrestling Alliance of Kansas durchführten. Wichita, Kansas wurde nun zum Hauptquartier dieser NWA in der NWA.
Seit Max Baumann und Billy Sandow in Wichita, Kansas das Banner der National Wrestling Alliance aufgestellt hatten, wurde diese Stadt des mittleren Westens zu einer Hochburg der de facto von der National Wrestling Association unabhängigen Independent-Szene.
Der Wrestler Roy Dunn, der Favorit des Duos „Baumann-Sandow“, durfte am 9. April 1941 gegen Packs' ehemaligen NWA-Champion Ray Steel um die neugeschaffene National Wrestling Alliance World Championship antreten. Dunn überzeugte das anwesende Publikum mit überdurchschnittlichen Leistungen und ließ Steel mehrmals schlecht aussehen.
Die „National Wrestling Alliance“ benötigte unbedingt einen World Title um sich von der Vorherrschaft von der National Wrestling Association zu befreien und um als eigenständige Promotion neben der NWA bestehen zu können. Bis dahin galt sie nur als ein rebellisches NWA-Affiliate.
Max Baumann und Billy Sandow waren nun bemüht, Ray Steel von der National Wrestling Association abzuwerben. Dessen Vertrag lief in Kürze aus und man trat in Verhandlungen. Es schien, als sei Steel bereit, als ehemaliger NWA-Champion den neugeschaffenen Titel nach außen zu vertreten. Die „National Wrestling Alliance“ hatte für Steel einen Gürtel entworfen, der sich eng an dem der National Wrestling Association anlehnte. Baumann und Sandow sahen also gelassen dem Tag der Vertragsunterzeichnung entgegen.
Doch am Tage der Vertragsunterzeichnung blieb Ray Steel dieser fern und so wurde der NWA-Titelgürtel an Roy Dunn übergeben, der diesen nun offiziell zur National Wrestling Alliance World Championship erklärte. Dunn ließ seinerseits 200 kleine Diamanten in Platin-Einfassung auf den Titelgürtel anbringen, damit sich dieser nun deutlich von dem der National Wrestling Association unterschied.
Unzufrieden mit der Allgemeinsituation innerhalb der National Wrestling Association wurde der Wunsch der Promotoren der „National Wrestling Alliance“ immer größer, sich nun auch rechtlich von der übermächtigen NWA unabhängig zu machen.
Zum offenen Bruch zwischen der „National Wrestling Alliance“ und der National Wrestling Association kam im April 1942. Aus dem ursprünglich nur internen Gegensatz von „NWA vs. NWA“ entwickelte sich ein realer Gegensatz, der von Tom Packs als ein „Krieg zwischen den Promotionen“ bezeichnet wurde.
Auslöser dieser Auseinandersetzung war, dass Roy Dunn am 28. April 1942 seine NWA Championship an Packs' neuen Favoriten Ede Virag verlor und das dieser begann, diesen im gesamten mittleren Westen zu verteidigen. Virag nahm dementsprechend auch an Turnieren teil, die von Midwest Wrestling Association und der „National Wrestling Alliance of Kansas“ veranstaltet wurden.
Im Juni 1943 verpflichtete „Pinkie“ George Virag für einige sporadische Auftritte. Ede Virag war damals mit der MWA unter dem Banner der „National Wrestling Alliance“ in Iowa unterwegs und so sah George seine große Chance, sich von der Vorherrschaft der National Wrestling Association zu befreien.
„Pinkie“ George begann nun gezielt, die damaligen Topstars von Packs' Promotion Northwest Association abzuwerben. In Konkurrenz zur Midwest Wrestling Alliance begann George nun auch, in den Bundesstaaten Missouri und Kentucky zu veranstalten. Im November 1943 reorganisierte „Pinkie“ George seine Promotion in das neue Banner National Wrestling Alliance of Iowa.
Im Zuge seiner Re-Organisierung der NWA Iowa erklärte „Pinkie“ George am 3. November 1943 Packs' ehemaligen NWA-Champion Ray Steel zum ersten National Wrestling Alliance World Heavyweight Champion. Diese einseitige Erklärung schockte damals sogar sehr gut informierte Wrestling-Insider. Die Ernennung durch „Pinkie“ George zum Champion erfolgte ohne Rechtsgrundlage. „Pinkie“ George hatte weder Ansprüche auf den Titel noch war Steel bei ihm offiziell verpflichtet. So wurde Steel bei seinen Auftritten in anderen Promotionen denn auch nur als „ehemaliger NWA-Champion“ bezeichnet und was der Realität auch entsprach.
Alles in allem blieb die NWA Iowa eine lange Zeit dem großen Publikum unbekannt. Das änderte sich schlagartig am 12. Januar 1944. Es war „Pinkie“ George tatsächlich gelungen, Ray Steel in die „National Wrestling Alliance“ zu holen. Doch war diese Zusammenarbeit zwischen beiden nicht besonders erfolgreich.
So wurde am 8. November 1944 Orville Brown verpflichtet und zum NWA World Champion erklärt. Brown hatte den NWA-Titel am 6. Juni 1944 bei einem Turnier in Topeka, Kansas gewonnen. Dort durfte er seinen Kontrahenten Ede Virag um den Titel besiegen. Bereits am 18. August des gleichen Jahres sicherte sich Brown in Kansas Cita, Kansas den MWA-Titel, indem er den damaligen Champion Lee Wykoff besiegen konnte. Orville Brown kam demnach schon als Doppel-Champion in Georges NWA.
Mit der Verpflichtung Browns als „Alliance“-NWA-Champion folgte nun eine genial angelegte Vermarktung der „Alliance“-NWA. Diese erschien unter dem Banner von Midwest Wrestling Association als die Major Promotion der Region. Durch die Zusammenarbeit mit Georges NWA Iowa wurde die MWA in der befreundeten Presse nun vielfach als Midwest Wrestling Alliance bezeichnet. Der Einfluss der National Wrestling Association war in den Bundesstaaten Kansas, Kentucky und Iowa, aber auch in weiten Teilen von Missouri zugunsten der MWA zurückgegangen.
Die folgenden Jahre waren vom Zweiten Weltkrieg geprägt. Viele aktive Wrestler waren als Soldaten in die US-Army eingezogen worden. So wurde der Titel einstweilig eingestellt. Am 3. November 1947 reaktivierte die „Alliance“-NWA ihre World Championship und offizieller Titelträger wurde Sonny Myers. Doch als Paul George im Juli 1948 eine Konkurrenz-Promotion der „Alliance“-NWA aufstellte, wurde von den anwesenden Promotoren beschlossen, dass nun Orville Brown als amtierender MWA-Champion auch der offizielle NWA-Champion sein würde. Infolgedessen erkannte man Myers schließlich den Titel ab und übergab ihn Brown, der diesen mit seinen MWA-Titel vereinigte.
In der Zeit zwischen 1940 und 1946 hatten sich insgesamt fünf Promotionen des mittleren Westens zur „Alliance“-NWA zusammengeschlossen. Diese kontrollierten im Wesentlichen die Bundesstaaten Iowa, Kansas, Louisiana, Missouri und Texas.
Im Dezember 1945 eröffnete Packs’ langjährige rechte Hand, der Journalist Sam Muchnick, in St. Louis, Missouri mit Sam Muchnick Sports Attractions eine eigene kleine Promotion. Da diese mit den abtrünnigen Promotionen des mittleren Westens zusammenzuarbeiten begann, wurde Muchnick nun der Verbindungsmann der „Alliance“ zu Tom Packs. So gelangte er schnell zu großem Einfluss innerhalb der „Alliance“-NWA. Die Re-Organisation der National Wrestling Association erschien nun allen Beteiligten als beschlossene Sache, war in ihrer geplanten Ausrichtung – regional, national oder global – allerdings strittig. Orville Brown und Paul George standen für den regionalen Bezug der erneuerten NWA, Muchnick favorisierte den nationalen und damit auch für die letztendliche globale Tätigkeit der NWA.
Der „Alliance“-NWA schlossen sich nun immer mehr von Packs enttäuschte Promotionen an. Die „Alliance“ konnte nun auf Territorien zurückblicken, die in den Bundesstaaten Arkansas, Iowa, Kansas, Kentucky, Louisiana, Minnesota, Mississippi, Missouri, Nebraska, Ohio, Oklahoma, Tennessee und Texas, aber auch in weiten Teilen von New York und den Neuenglandstaaten lagen.

### National Wrestling Alliance (seit 1948)

#### 1940er
Am 18. Januar 1948 lud Paul George die Promotoren Bill Colbert (St. Paul, Minnesota), Max Yeargain (Topeka, Kansas) und Tom McHugh (Kansas City, Kansas) zu ersten Gesprächen nach Des Moines, Iowa ein. Den Vorsitz führte Max Clayton (Columbia, Ohio). Bei diesem Vorabtreffen wurde eine Generalversammlung für den Sommer des gleichen Jahres beschlossen.
Aufgrund des im Januar 1948 stattgefundenen Treffens beriefen Paul George und dessen Bruder Andrew am 18. Juli 1948 Tom Packs und sechs weitere Promotoren zu einer Generalversammlung in Waterloo, Iowa ein, an deren Ende die Re-Organisierung der National Wrestling Association stehen sollte.
Da jedoch Packs bereits im Juni 1948 sein Territorium an ein Konsortium verkauft hatte, dem unter anderem auch Lou Thesz angehörte, nahm dieser mit anderen Vertretern der „Association“-NWA an diesem Treffen teil. Thesz und die anderen Vertreter der originalen NWA hatten auf dieser Generalversammlung kein offizielles Mitspracherecht und damit keinen Einfluss auf die Bildung der erneuerten NWA. Doch man begann verschiedene Handlungsstränge in Form von Storylines abzusprechen, an deren Ende eine Vereinigung der beiden NWAs stehen sollte.
So wurde an diesem 18. Juli 1948 von allen Stimmberechtigten beschlossen, das die bisherige National Wrestling Association in eine „Dach-Organisation“ (engl. Umbrella Organization) in Form einer Wrestling Federation reorganisiert werden solle, in dem alle zusammengeschlossenen Promotoren gleichberechtigte Partner seien. Diese Dach-Organisation sollte offiziell unter dem Banner von National Wrestling Alliance ihre Veranstaltungen durchführen. Jedem anwesenden Promotor wurde nun eine bestimmte Region zugeteilt, für die nur er verantwortlich war. Es wurde hierfür das Territorialprinzip der National Wrestling Association weitgehend übernommen und ausgebaut.
Paul George wurde zwar zum ersten Präsidenten der NWA gewählt, geriet aber innerhalb der neuen NWA in die Isolation. Orville Brown und er waren die Vertreter des regionalen Bezuges der National Wrestling Alliance und sie sahen in dem neugeschaffenen Booking-Komitee nur eine zentrale Anlaufstelle für die verschiedenen Wrestler. Letztendlich konnte sich Sam Muchnick mit seiner national ausgerichteten Vorstellung durchsetzen. Laut Muchnick sollte die NWA erst den nationalen Wrestling-Markt beherrschen und im Anschluss daran auch die globale Marktführerschaft übernehmen.
So stammte auch das offizielle Motto der NWA von Muchnick:

„Eine Gemeinschaft von Wrestling-Promotoren in den Vereinigten Staaten, Kanada, Hawaii und Mexiko – Tochtergesellschaften in anderen Ländern“

Bei der ersten Sitzung des neugegründeten NWA Boards Of Directors, die am 18. ;Juli 1948 in Waterloo, Iowa stattfand, stellte sich heraus, dass es zwei unterschiedliche Strömungen in der neu aufgestellten National Wrestling Alliance gab. Die Promotoren des mittleren Westens, Paul „Pinkie“ George und Orville Brown, waren die Vertreter der Regionalbezogenen Richtung. Für sie sollte die National Wrestling Alliance eine zentrale Anlaufstelle für Wrestler darstellen. Die NWA sollte also nur ein zentrales Booking Office, also lediglich ein Buchungsbüro darstellen.
George und Brown gerieten innerhalb des Board Of Directors schnell in die Isolierung, da der Promotor Sam Muchnick die Anwesenden, mit Ausnahme von Paul George, davon überzeugen konnte, dass die Zukunft der National Wrestling Alliance im nationalen sowie im internationalen Bereich liegen würde.
Paul George wurde von den Promotoren zum ersten Präsidenten der NWA gewählt, doch dieser zog sich noch im Jahr 1948 enttäuscht weitgehend vom Wrestling zurück. Er betätigte sich nun verstärkt in anderen Sportbereichen, wie dem Boxen oder dem Baseball. So kaufte Paul George beispielsweise eine regionale Baseball-Mannschaft, die sich allerdings für ihn zu einem finanziellen Fiasko entwickelte. Seine Promotion, die NWA Iowa, führte George noch bis zum März 1959 als direkte Konkurrenz-Organisation zur NWA. Dann wurde er vom Vorstand gezwungen, seine Promotion zu schließen. Führende Kraft im NWA-Vorstand wurde nun Sam Muchnick, der mit Unterbrechungen fast 20 Jahre lang diesen vorstand.
Ende November 1949 wurde vom NWA-Vorstand begonnen, die Vorherrschaft im nationalen Wrestling zu übernehmen. Ein großer Schritt in diese Richtung war, als am 27. November 1949 die bis dahin konkurrierende National Wrestling Association übernehmen konnte. Zu diesem Zweck ernannte man deren Champion, Lou Thesz, zum Undisputed World Champion und man vereinigte nun die Titel der beiden NWAs.

#### 1950er
In der Zeit zwischen 1950 und 1953 wurden auch die Weltmeister-Titel der American Wrestling Association, der Los Angeles Olympic Auditorium und zahlreichen anderen Titel im NWA-Titel vereinigt.
1953 fand sich die National Wrestling Alliance auf dem Höhepunkt. Sie beherrschte quasi uneingeschränkt über das US-amerikanische Wrestling und hatte begonnen, sich global zu betätigen.
Der Aufstieg der NWA zum führenden Wrestling-Marktführer war umso einfacher, da viele ihrer Gründer, wie Sam Muchnick, auch Angehörige der State Athletics Commission waren. Muchnick gehörte das NWA-Büro St. Louis und er war gleichzeitig auch der lokale Vertreter der  Missouri State Athletics Commission.
Ihre fast monopolistische Stellung verdankte sie der aggressiven Durchsetzung ihres beschlossenen Grundsatzprogrammes und der diversen Erweiterungen. Ein in der NWA sehr oft angewandtes Druckmittel war das sogenannte Blackbook. Das Blackbook der NWA unterschied sich nicht wesentlich von denen der Sportkommissionen, denen sie untergeordnet waren, oder von dem der National Wrestling Association. Der einzige Unterschied war, dass die NWA-Führung schneller und länger sperrte als ihre Konkurrenten.
Viele Wrestler und Promotoren, die nicht in der NWA vertreten waren und damit Independent waren, wurden gezwungen, in den Territorien der NWA unter deren Bedingungen anzutreten. Hier griff nun Punkt 9. der Grundsatzerweiterung vom 25. September 1948: Eine Weigerung bedeutete eine wesentliche „Schädigung des Wrestlings“ und hatte einen Eintrag ins NWA Blackbook und damit eine Sperrung im entsprechenden NWA-Territorium zur Folge. In den 1950er-Jahren zogen bei einer NWA-Regionalsperrung die anderen Territorien meist nach, sodass es sich die ursprüngliche regionale Sperrung zu einer nationalen ausweitete. Bei einer nationalen Sperrung musste diese aber vom Vorstand abgesegnet werden. Die betreffende Person war real national gesperrt, da alle State Athletics Commissions die Einträge der untergeordneten Blackbooks übernahmen.
Die gesperrte Person konnte nur noch in den wenigen Bundesstaaten antreten, die kein NWA-Büro besaßen (und damit kein NWA-Territorium waren) und in denen es keine State Athletics Commission gab. Es gab aber auch verschiedene Promotoren in den NWA-Regionen, die sich über die Sperrung hinwegsetzten. Einer von diesen war der in Kalifornien beheimatete Promotor Nick Lutze, der von der NWA gesperrten Wrestler weiterhin Auftritts-Möglichkeiten gab.
In der Zeit zwischen dem 5. und 7. September 1952 fand in Santa Monica, California die Jahresversammlung des NWA-Vorstandes statt. Sam Muchnick gab den lokalen NWA-Büros, im Besonderen aber der in Los Angeles beheimateten NWA Los Angeles den Auftrag, massiv gegen den Promotor Nick Lutze vorzugehen, da dieser von der NWA gesperrte Wrestler weiterhin eine öffentliche Plattform darbot und diese damit die Sperrung umgehen konnten. Die meisten gesperrten Wrestler und Promotoren warteten einfach den Ablauf ihrer Sperre ab und traten anschließend der NWA bei, um nun keine weiteren Schwierigkeiten zu bekommen.
Es gab jedoch auch Fälle, in denen sich die Betroffenen wehrten. Es sind solche Fälle bekannt: So ging am 27. Januar 1953 beim lokalen FBI-Büro in Boston, Massachusetts eine anonyme Anzeige gegen das regionale NWA-Büro ein. Dieser anonyme Wrestler zeigte die NWA wegen Diskriminierung seiner Person und prangerte das Syndikat-mäßige Verhalten der NWA an, die ihn in seiner Tätigkeit in den USA und in Kanada einschränkten. Ein anderer Fall betraf den namentlich bekannten Nick Lutze. Dieser Promotor betrieb in Los Angeles seit über 30 Jahren die Promotion International Wrestling, die auch regelmäßig samstags im lokalen TV zu sehen war.
Am 14. April 1953 tauchte Lutze beim FBI Los Angeles auf und zeigte die National Wrestling Alliance an, da die lokalen NWA-Vertreter, Cal Eaton und Johnny Doyle vom NWA-Büro Los Angeles, ihre Shows nun ebenfalls am Samstag und exakt 30 Minuten früher als die Sendung von Lutze ausstrahlen ließen. Wenn Lutze einen Live-Event austrug, dann veranstaltete die NWA Los Angeles in unmittelbarer Nachbarschaft ebenfalls einen und präsentierten dort die aktuellen Top-Stars des Wrestling, während Lutze nur mit Lokal-Matadoren und einigen Alt-Stars aufwarten konnte.
Nick Lutze warf nun der NWA beim FBI „organisierte Kriminalität“ in bester Mafia-Manier vor und verglich ihre aggressive Vorgehensweise mit einem Verbrecher-Syndikat. Er stellte die Behauptung auf, dass die National Wrestling Alliance 90 % des US-amerikanischen Wrestling beherrschte. Das FBI-Büro Los Angeles wies Lutze jedoch ab, da er keinerlei Beweise für seine Vermutungen hatte. Man wies Lutze darauf hin, dass die USA ein freies Land mit einem freien Wettbewerb seien. Und dieser Wettbewerb gelte auch für den Bereich Wrestling. Ganz anders ging das FBI jedoch mit einem anderen Promotor vor, der die NWA mit Beweisen anzeigte.
Sam Muchnick hingegen lud Lutze nun nach Chicago, Illinois, ein. Er sollte in der Zeit zwischen dem 4. und 6. September 1953 der Jahreshauptversammlung beiwohnen. Lutze nahm tatsächlich an dieser Sitzung teil und versuchte seine Probleme mit Cal Eaton und Johnny Doyle mit Muchnick zu besprechen. Dieser aber versuchte Lutze dahingehend zu beeinflussen, sein Territorium der NWA zu überlassen und gab diesem zu verstehen, dass er, Muchnick, auf das NWA-Büro Los Angeles nicht verzichten könne und es auch noch andere Möglichkeiten gäbe, Lutzes Probleme mit der NWA zu lösen.
Nach dem Septembertreffen der NWA wurde Lutze erneut beim FBI vorstellig und präsentierte diesem nun eine Liste von einflussreichen NWA-Promotoren, die namentlich dieses Vorgehen des NWA-Büros in Los Angeles auf der Jahresversammlung als rechtmäßig verteidigt hatten. Das FBI in Los Angeles beschloss nun, die National Wrestling Alliance zu beobachten.
Aber die National Wrestling Alliance hatte inzwischen auch anderswo große Schwierigkeiten. So zum Beispiel mit Frank Wiener, dem Vorsitzenden der State Athletics Commission of Philadelphia: Dieser verurteilte den NWA-Promotor Ray Fabiani zur Schließung seiner Promotion und zur Zahlung eines Strafgeldes in Höhe von 15.000 US$. Wiener hatte sich zuvor schriftlich beim NWA-Präsidenten Sam Muchnick beschwert und die Vorgehensweise der NWA in Pennsylvania als „unzumutbar“ tituliert und diesen unter einer Fristsetzung zur Abhilfe gebeten. Muchnick ließ dieses Ultimatum jedoch verstreichen, und so erfolgte Wieners Reaktion unverzüglich. Dieser erklärte Philadelphia nun zu „offenen Staat“ und setzte die NWA-Regeln kurzerhand außer Kraft.
Muchnick wurde nun offen zum Handeln gezwungen. Bereits drei Wochen nach der Schließung des Territorium Pennsylvania spendete ein verärgerter Promotor Südkaliforniens, Frank Pasquale, Nick Lutze für die anstehenden Prozesskosten einen Betrag von 550.000 US$, um gegen die lokale NWA vorgehen zu können. Pasquale erklärte im Februar 1955 gegenüber dem FBI, es gäbe im südlichen Kalifornien bei der NWA ein Schema der bewussten Konkurrenzbehinderung. Ferner äußerte er gegenüber den Agenten seine Vermutung, dass die NWA bewusst die Kartellgesetze verletzte und bezeichnete diese wörtlich als „nationale Konspiration“, die ein Komplott plane, um die uneingeschränkte Marktführerschaft im Wrestling zu erreichen.
Am 17. Dezember 1954 übersandte Pasquale dem Generalstaatsanwalt Herbert Brownell Jr. ein Telegramm, das er von Muchnick erhalten hatte. Bereits am 18. Dezember 1954 wurde ein Teil des Telegrammes in der Ausgabe der „Los Angeles Times“ veröffentlicht: „Sam Muchnick, Präsident und Sekretär der NWA, warnt auf diesem Wege den Wrestler Charles Moto in Los Angeles. Er wird diesen national sperren lassen, wenn dieser in der South Gate Arena, Südkalifornien antreten wird. (…) Dieses sei das erste Mal, dass eine nationale Organisation mit dem lokalen Monopol Hand in Hand arbeitet.“
Die Absetzung Lutzes und die Übernahme seines Territoriums waren offensichtlich von Seiten der NWA auf Eis gelegt worden und man hatte sich nun auf Pasquale eingeschossen. So diente dem FBI vor allem die Beschuldigungen von Frank Pasquale als Handhabe, gegen die NWA vorzugehen.
Zwischen 1948 und 1953 waren 38 Wrestling-Promotionen und über 100 Promotoren in der National Wrestling Alliance vereinigt und diese befand sich nun auf ihrem Zenit. Das Jahr 1956 brachte jedoch eine Wende, da die NWA per Gerichtsbeschluss ihrer Monopolstellung beraubt wurde.
Und bereits 1957 zeigte sich, dass die National Wrestling Alliance in sich selbst äußerst instabil war, als sich Eddie Quinn wegen massiver Meinungsverschiedenheiten mit Sam Muchnick aus dem NWA St. Louis Office zurückzog. Und innerhalb von nur 14 Monaten verlor die NWA acht ihrer Mitglieder. So arbeitete Quinn ab 1959 sowie mit der NWA San Francisco als auch der NWA Los Angeles zusammen.
1957 zog sich auch langsam die American Wrestling Association aus der NWA zurück, nachdem sie nicht ausreichend in das Titelgeschehen um den NWA World Title eingebunden wurde. Im August 1958 vereinbarten der damalige NWA-Champion Edouard Carpentier und AWA-Champion Verne Gagne, das letzterer den Titel in Omaha, Nebraska erringen sollte; Promotor Eddie Quinn hatte aber einen Titelwechsel in Boston gegen Killer Kowalski vereinbart, der den Titel für den Aufbau seiner eigenen Promotion brauchte. Quinn konnte sich dann auch im Championship-Komitee durchsetzen. So durfte Gagne zwar in Omaha den Titel wie zwischen Carpentier und ihm geplant erringen, der Titelwechsel selbst wurde aber nun für illegal erklärt. Verne wurde nun im Anschluss der Titel entzogen und etwas später Kowalski übergeben. Zwei Jahre versuchte Verne Gagne, der mit dem NWA United States Champion Title (AWA Version) abgespeist wurde, den Titel von der NWA einzuklagen bzw. wieder aktiv in das Geschehen um den Titel eingebunden zu werden.
Im Frühjahr 1960 erklärte die American Wrestling Association unter ihrem neuen Besitzer Gagne dann den NWA-Champion Pat O’Connor einseitig zum AWA World Champion und stellte damit dem Championship-Komitee ein 90-tägiges Ultimatum. In dieser Zeit sollte die Übergabe des Titels an die AWA erfolgen, indem O’Connor gegen Verne in einem Titelmatch zu verlieren hatte. Aber das Championship-Komitee ließ dieses Ultimatum ohne jegliche Reaktion auslaufen und so trat die AWA im Mai 1960 aus der NWA aus.
Die NWA dehnte sich nun global aus. Sie veranstaltete verschiedene Tournaments in Kanada, Mexiko und in Kuba. Die National Wrestling Alliance erschloss aber auch den asiatischen Markt für das US-amerikanische Pro-Wrestling: So veranstaltete sie am 28. Oktober 1951 in der japanischen Hauptstadt Tokio ein Tournament. Dafür wurde in dessen Rahmen die erste asiatische Wrestling-Promotion aufgestellt, die den Namen Japan Pro-Wrestling Association (JWA) trug und für zwei Jahrzehnte der NWA angehören sollte. Mit der JWA hatte die NWA nun ihr erstes Affiliate, dessen Territorium nicht auf den amerikanischen Kontinent lag.
1953 war die National Wrestling Alliance auf ihrem Höhepunkt. Doch ihr Stern begann nun langsam zu sinken. Zwar wurde 1952 der Bundesstaat Hawaii für die NWA gewonnen, doch bereits ab 1957 verlor sie innerhalb von fast 1 ½ Jahren acht ihrer einflussreichsten Mitglieder. So ging beispielsweise das Territorium Kanada verloren.
Der ehemalige Journalist Sam Muchnick sollte sich als eine der einflussreichsten Personen der National Wrestling Alliance erweisen. Unter seiner Führung sollte die NWA zu ihrem Zenit gelangen, aber auch durch zahlreiche Skandale und Gerichtsprozesse erschüttert werden, die die National Wrestling Alliance negativ in die Schlagzeilen brachten.
Die langjährige rechte Hand von Tom Packs gründete im Dezember 1945 in St. Louis, Missouri seine Promotion Sam Muchnick Sports Attractions. Er wurde nun das Verbindungsglied zwischen den Promotoren der „National Wrestling Alliance“ auf der einen und Tom Packs auf der anderen Seite.
Sam Muchnick nahm am 18. Juli 1948 an der von Paul „Pinkie“ George einberufenen Versammlung teil, an deren Ende die Gründung der heutigen National Wrestling Alliance stand. Muchnick konnte auf diesem Treffen die anwesenden Promotoren davon überzeugen, das die Zukunft der NWA nicht auf dem regionalen, sondern auf dem nationalen wie internationalen Sektor befand. Bis auf Paul George schlossen sich ihm alle Anwesenden an und dieser geriet nun in die Bedeutungslosigkeit. Es war Muchnick, der George für die Dauer von zwei Jahren zum NWA-Präsidenten vorschlug. Da die Präsidenten-Funktion jedoch nur repräsentativ war, hatte Paul George keinerlei Einflussmöglichkeiten in die NWA-Politik.
Der NWA-Vorstand wählte auf seiner Jahresversammlung des Jahres 1950 Sam Muchnick zum Präsidenten. Dieser begann nun, seine Position und seinen Einfluss gezielt auszubauen. Dabei wurde offenbar, dass die NWA nun offensichtlich einen Egomanen zum Präsidenten hatte, denn Muchnick ließ in seinen Entscheidungen kaum Widerspruch zu. Das erinnerte die in der NWA versammelten Promotoren wieder unangenehm an den autoritären Führungsstil von Tom Packs. Unternommen wurde jedoch nichts dagegen, obgleich der NWA-Vorstand auf ihrer jährlichen Versammlung die Möglichkeit gehabt hätte. Aber da Muchnick einflussreiche Geschäftsverbindungen hatte und er Mitglied der State Athletic Commission of Missouri, der regionalen Sportkommission, war, ließ man ihn bis 1960 gewähren.
Unter der Präsidentschaft von Muchnick trat das Gros der in der NWA versammelten Promotoren ebenfalls den Sportkommissionen ihrer Region bei. Diese kontrollierte alle sportlichen Aktivitäten und bei ihnen mussten auch alle Sportvereine usw. eingetragen werden. Mit dem Erhalt einer von der Sportkommission herausgegebenen Lizenz galt ein Verein oder eine Promotion als offiziell gegründet. Da nun fast alle Wrestling-Promotoren dort vertreten waren, war der Sportkommission der Wrestling-Bereich quasi entzogen worden, da nun die Promotoren in der Kommission ihren Einfluss geltend machten.
Muchnick baute die National Wrestling Alliance bis 1953 systematisch aus, als die ersten Skandale die NWA erschütterten. Nach einem langwierigen Gerichtsprozess wurde die NWA 1956 gerichtlich dazu verurteilt, dass sie auch sogenannten NWA Nonmembers, das waren Promotionen, die der NWA nicht angehörten, nun auch Tournaments in ihrem Gebiet erlauben musste. Als direkte Folge der verlorenen Prozesses wurde 1957 nach internen Verhandlungen das damalige NWA-Büro Los Angeles geschlossen und die angeschlossene NWA Los Angeles eingestellt. Die lokalen Promotoren wurden 1958 von der NWA für die Dauer von 10 Jahren gesperrt. Diese gesperrten Promotoren wurden nun in der Independent-Szene aktiv.

#### 1960er

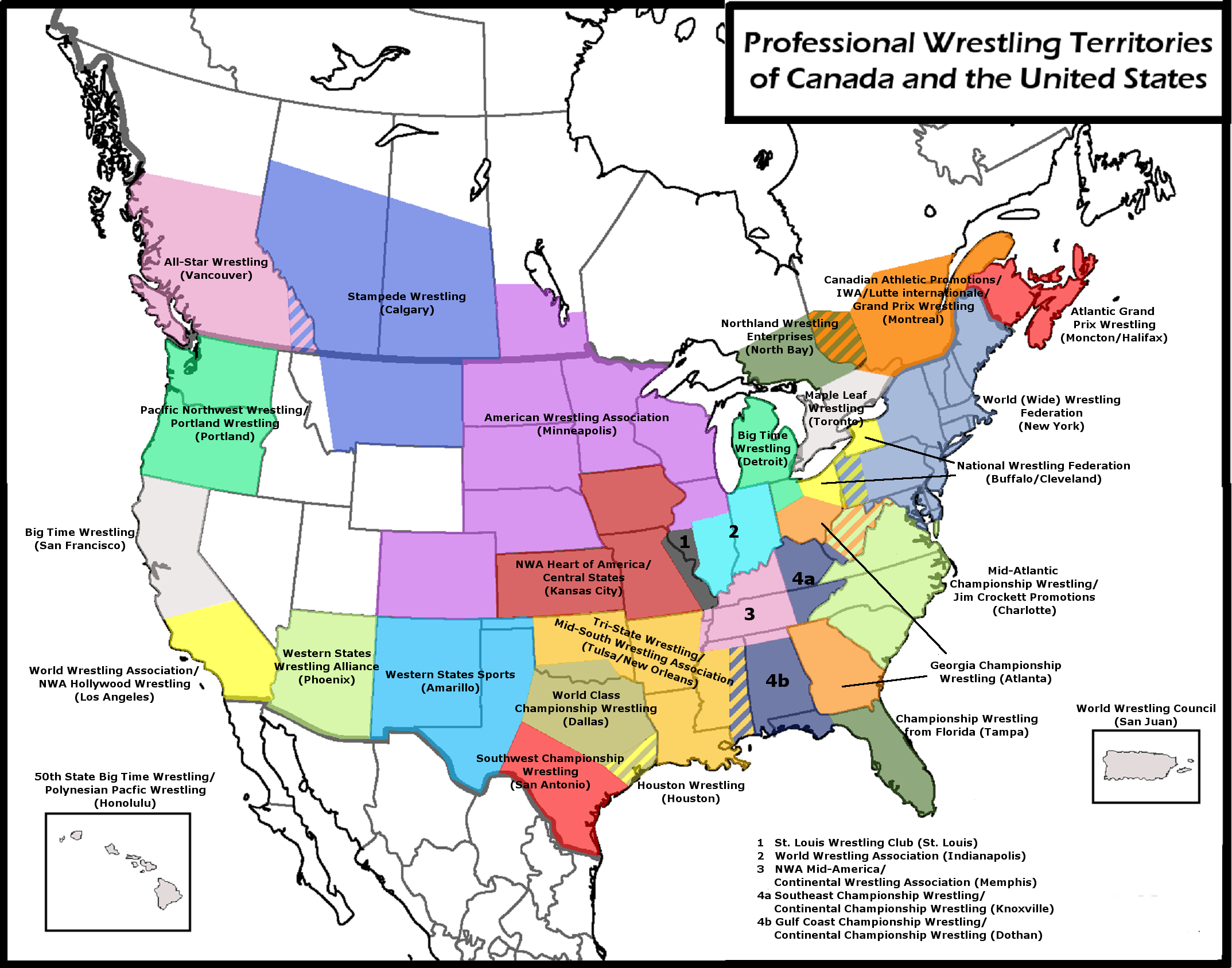
Die ehemaligen Wrestling-Territorien in den USA und Kanada.

1960 wurde Sam Muchnick durch Frank Tunney (1960/61), Fred Kohler (1961/62) und „Doc“ Karl Sarpolis (1962/63) als NWA-Präsident abgelöst. Unter Tunneys Regentschaft verlor die National Wrestling Alliance unter anderem die American Wrestling Association und unter der Führung von Sarpolis machte sich die Promotion World Wide Wrestling Federation selbständig. Der NWA-Vorstand beschloss daher 1963, der Organisation wieder einen „starken Mann“ vorzustellen und so wurde Sam Muchnick erneut zum Präsidenten gewählt. Unter Muchnick konnte der Bestand der NWA Affiliates einigermaßen gehalten und zum Teil sogar erweitert werden: 1968 trat die Nachfolge-Promotion der 1958 eingestellten NWA Los Angeles der NWA bei.

#### 1970er
In den 1970er-Jahren begann sich der Abstieg der National Wrestling Alliance langsam abzuzeichnen. Das Booking von Sam Muchnick galt bei den Fans veraltet und man suchte nach Ersatz. Diesen glaubte man 1975 in dem texanischen Promotor Fritz Von Erich gefunden zu haben, der in seinem Territorium für damalige Verhältnisse erfrischend modern gestaltete Storylines veranstaltete und dessen Promotion World Class Championship Wrestling als jung und aufstrebend galt. So endete 1975 die Ära von Sam Muchnick offiziell; ihm nachfolgende Präsidenten jedoch legten noch lange Zeit viel Wert auf dessen Meinung für ihre Entscheidungen.

##### Territorialverluste an die AWA
Mit dem Austritt der American Wrestling Association schloss diese ihr NWA-Büro in Minneapolis und begann, ihren Einflussbereich permanent auszubauen und NWA-Territorien ihrem Gebiet einzuverleiben. So konnte sie beispielsweise bis in die 1980er-Jahre folgende Territorien für sich gewinnen:
1. Das NWA-Büro Minneapolis wurde geschlossen und die Bundesstaaten Massachusetts, Minnesota, New York und große Teile der Neu-Englandstaaten wurden von der AWA übernommen. Das ehemalige Minneapolis-Büro dehnte nun seinen Einfluss nach Iowa und Nebraska aus.
2. Das NWA-Büro New Mexico wurde geschlossen und der Bundesstaat Colorado von der AWA übernommen.
3. Die Bundesstaaten Illinois (1966), Indiana (1966) und Wisconsin (1964), als 1964 das NWA-Büro Chicago geschlossen und die Promotion World Wrestling Association übernommen wurde.
4. Championship Wrestling Association (1986), die in Memphis, Tennessee beheimatet und die in den Bundesstaaten Tennessee und Arkansas tätig war.
5. Continental Wrestling Federation (1988), die in Knoxville, Tennessee beheimatet und die in den Bundesstaaten Tennessee und Alabama tätig war.

##### Territorialverlust des Nordostens
Als die American Wrestling Association die NWA verlassen hatte, folgten ihr zahlreiche andere Promotionen nach. So wurde unter anderem auch die National Wrestling Association reaktiviert. Aber am 28. April 1963 kam es zu einem größeren Einbruch, als sich die Capitol Wrestling Federation, die das Nordost-Territorium kontrollierte, von der NWA trennte und eine assoziierte Promotion der National Wrestling Association wurde. Damit wurde die erste ab- und die letztere aufgewertet. Mit dem Austritt von Capitol Wrestling ging der NWA folgende Territorien verloren:
1. Connecticut
2. Delaware
3. Maryland
4. New York City Metropolitan Area, New York
5. New York Upstate, New York
6. Philadelphia & Eastern Pennsylvania
7. Pittsburgh & Western Pennsylvania
8. Washington, D. C.

Capitol Wrestling veranstaltete nun unter dem neuen Banner von World Wide Wrestling Federation. Aber Vincent J. McMahon, der Besitzer von WWWF saß weiterhin im NWA-Vorstand und so trat die Promotion 1971 wieder der National Wrestling Alliance bei. 1973 wurde auch die NWA Puerto Rico aufgenommen.
1979 wurde die WWWF von McMahon an seinen Sohn verkauft und nun in World Wrestling Federation umbenannt. Die WWF entwickelte sich ab 1980 langsam zum Wrestling-Marktführer und begann zur einflussreichsten Affiliate der NWA aufzusteigen.

##### Aufstieg der WWF zum Marktführer
Währenddessen begann die World Wrestling Federation, das neuartige Kabelnetz für ihre TV-Formate zu nutzen, und war damit nun landesweit zu sehen. Damit umging die Promotion das herrschende Territorialprinzip aufgrund einer Gedankenlücke von 1948: Den Affiliates der NWA war es verboten worden, in den Territorien der anderen Shows zu veranstalten, sondern diese nur in den eigenen Stammgebieten abzuhalten. Das Gleiche war auch für die TV-Formate vorgesehen. Die TV-Sender waren wie die Promotionen nur lokal bezogen und 1948 hatte niemand an landesweite Ausstrahlungen gedacht. Einzige Ausnahme war NWA World Wide, ein TV-Format, das seit 1975 bestand und national ausgestrahlt wurde und eine Zeitlang eine große Zuschauerquote erreichte.
Als ab 1980 die ersten Kabelsender auf Sendung gingen, blieben mit Ausnahme der WWF die Promotionen, sofern sie ein laufendes TV-Format besaßen, ihren alten Sendern treu, da sie durch langfristig angelegte Verträge an diese gebunden waren. Die WWF jedoch kündigte ihren alten Sendeplatz und kaufte sich nun bei verschiedenen Kabelsendern ein. Dabei schloss sie nur kurzfristige Verträge ab, die maximal auf zwei Jahre festgelegt waren. So war die Promotion äußerst flexibel und konnte ihre Sendungen je nach Bedarf den neuen Gegebenheiten anpassen. Die WWF begann nun, ihre TV-Formate national und ins benachbarte Kanada auszustrahlen, da es der NWA-Vorstand versäumt hatte, seine Vorschriften auf die neue Situation anzupassen. Und so war die WWF, obwohl sie nur im eigenen Territorium ihre Shows veranstaltete, landesweit in den USA sowie in Kanada und Mexiko zu sehen. Auch begann sie, sich des neuen Mediums „Video“ zu bedienen, indem sie ab 1983, mit Abhalten der ersten WrestleMania, ihre Großveranstaltungen nun auch auf Kaufvideo anbot.
Dadurch gerieten die monatlichen Veranstaltungen der NWA-Affiliates ins Hintertreffen. Die Wrestling-Fans konnten nun Stars wie Hulk Hogan, Paul Orndorff usw. wöchentlich sehen. Auch waren die Storylines der WWF für damalige Zeit äußerst modern abgestimmt. Es fiel dem TV-Publikum unangenehm auf, dass bei der lokalen NWA die Storylines nicht mehr vollständig aufeinander abgestimmt waren und die daraus entstandenen Widersprüche konnte die NWA-Führung nicht mehr rechtzeitig ausgleichen. Auch galt der Wrestling-Stil der NWA inzwischen als veraltet, da das für alle Wrestling-Promotionen verbindliche NWA-Regelwerk noch aus dem Jahr 1974 stammte.
So konnte das TV-Publikum der WWF bei deren Shows nun Aktionen vom zweiten und vor allem vom dritten Ring-Seil sehen, was bei den Affiliates der NWA verboten war. Aktionen vom obersten Ring-Seil waren in der NWA nur japanischen und mexikanischen Gast-Wrestlern über eine Sonderklausel erlaubt. Auch verbot das NWA-Regelwerk einem Wrestler, seinen Kontrahenten über das dritte Ring-Seil nach draußen zu befördern. Eine solche Aktion führte zur sofortigen Disqualifikation des Ausführenden; bei der World Wrestling Federation waren auch solche Aktionen zu sehen und daher galt sie schließlich als modernste Promotion der Vereinigten Staaten.

#### 1980er
1983 war die World Wrestling Federation, kurz vor der landesweiten TV-Ausstrahlung ihrer ersten WrestleMania, endgültig aus der NWA ausgetreten und war mit dieser Veranstaltung zum nationalen Marktführer aufgestiegen. Um einer weiteren nationalen Expansion der WWF Einhalt zu gebieten bzw. diese zu erschweren, hatte der damalige NWA-Präsident Jim Crockett ab 1985 begonnen, verschiedene NWA-Territorien aufzukaufen. So kaufte er im März 1985 die Promotion Championship Wrestling From Georgia auf und vereinigte diese mit seiner eigenen Promotion Mid-Atlantic Championship Wrestling.
Von Georgia aus veranstaltete Crockett ab 1983 zusammen mit der damaligen Promotion Georgia Championship Wrestling ebenfalls landesweite TV-Shows. Damit galt die GCW nun auch als nationale Promotion. Diese Shows liefen unter dem Banner von World Championship Wrestling und Crockett setzte sich nun bewusst über das Territorialprinzip hinweg. In seiner Eigenschaft als NWA-Präsident verfügte er, dass Titelmatches um die ursprünglich Promotions-übergreifende NWA World Championship nur noch bei WCW zu erfolgen hätten. Diese bewusste Verletzung bezüglich des Territorial- und Titelprinzips durch Crockett war dessen direkte Antwort auf das Streben der WWF nach der Vorherrschaft im Wrestling der Vereinigten Staaten, Kanadas und Mexikos. Crockett hatte erkannt, dass die NWA so handeln musste, um weiterhin gegen die WWF bestehen zu können.
Alles in allem misslang jedoch der Versuch, mit der WCW der World Wrestling Federation Paroli zu bieten. WWF-Besitzer Vince McMahon gelang es 1984, wichtige Sponsoren von Crocketts WCW abzuwerben. Die produzierende Promotion Georgia Championship Wrestling geriet daraufhin in massive finanziellen Probleme und wurde letztlich wegen Zahlungsunfähigkeit von der NWA geschlossen. Die WWF übernahm die GCW mitsamt dem Territorium Georgia, die GCW wurde bis 1987 als Entwicklungsgebiet der WWF weiterbetrieben.

##### Cooperation mit der AWA
Infolge des Experimentes „World Championship Wrestling“ war die NWA durch Jim Crockett an den Rand der Zahlungsunfähigkeit getrieben worden. Um aber den Aufstieg der WWF weiter zu behindern, brauchte die NWA nun zahlungskräftige Partner. Einen solchen fand sie in der American Wrestling Association des Verne Gagne. So schlossen sich einige Affiliates der NWA mit dieser zu einer echten Promotion zusammen, die nun den Namen Pro-Wrestling USA trug. Andere NWA-Affiliates wurden reorganisiert und ebenfalls vom Territorialprinzip befreit. So zum Beispiel 1986 die texanische Promotion World Class Championship Wrestling, die mit anderen Promotionen überregional antrat.
Am 28. April 1986 richteten die AWA und die NWA in East Rutherford, New Jersey ein gemeinsames Tournament aus, das den Namen Rage In A Gage trug.

##### Turner Broadcasting
Medien-Mogul Ted Turner suchte 1988 ein neues Beschäftigungsfeld. Seine Firma „Turner Broadcasting“ brachte schon einige Sportarten im TV. So sendeten seine regionalen Sender auch verschiedene Wrestling-Shows. Nun aber sollte neben American Football, Baseball und Boxen auch Wrestling auf seinen Sendern landesweit ausgestrahlt werden. So begann er mit Vince McMahon über den Verkauf von World Wrestling Federation zu verhandeln.
Schnell wurde es Turner klar, dass McMahon ihn zwar als Sponsor, aber nicht als Miteigentümer wollte. So wandte sich dieser an den NWA-Präsidenten Jim Crockett. Crockett schlug Turner vor, ihm seine Jim Crockett Promotions zu verkaufen, die inzwischen auf ein beträchtliches Territorium angewachsen war. So gehörten folgende Promotionen und Gebiete Crockett:
1. Championship Wrestling From Georgia mit Georgia und West Virginia
2. St. Louis Wrestling Club mit Missouri
3. Championship Wrestling From Florida mit Florida und
4. Universal Wrestling Federation mit Oklahoma, Arkansas, Louisiana und Mississippi

Ted Turner war mit Crocketts Vorschlag einverstanden und man einigte sich darauf, dass die neue Turner-Promotion nun unter dem Banner von NWA World Championship Wrestling zu betreiben sei.|

#### 1990er

##### Bruch mit der WCW
Ted Turner überwarf sich rasch mit dem NWA-Vorstand. So begann er Anfang 1991 seine Abspaltung von der National Wrestling Alliance vorzubereiten. Turner ließ über seine TV-Sender am 11. Januar 1991 in East Rutherford, New Jersey den NWA World Title erstmals als WCW World Championship bezeichnen und lieferte persönlich auch gleich die Begründung mit: „Die Namen 'NWA' und 'WCW' sind austauschbar, da beide identisch sind.“ Den NWA-Vorstand ließ er deutlich spüren, dass seine Promotion die zugkräftigste aller NWA-Affiliates und die NWA ohne sie finanziell am Ende sei. In Turners Augen war die WCW selbstverständlich die NWA. Und der NWA-Vorstand als solches ließ Turner widerstrebend gewähren, da man ihn und seine finanzkräftige WCW wirklich dringend brauchte. Um aber eine endgültige Trennung der WCW zu verhindern, begann die NWA-Führung einen langjährigen Rechtsstreit mit Ted Turner. Deshalb reichte sie am Verwaltungsgericht Charlotte, North Carolina Klage gegen Turner ein.
Am 8. August 1991 tauchte NWA-Champion Ric Flair unvermutet samt Titelgürtel in der World Wrestling Federation auf, nachdem der neue NWA-Präsident Jim Herd (der Präsident von NWA World Championship Wrestling) sich geweigert hatte, ihm seine Sicherheitskaution von 25.000 US$ zurückzuerstatten, da Flair zur Konkurrenz wechseln wollte. Flair erklärte daher den NWA-Gürtel zu seinem persönlichen Eigentum. Im September wurde Flair mit Hulk Hogan in ein äußerst erfolgreiches Fehdenprogramm eingebunden, in dem man Flair sich als Real Heavyweight Champion of the World bezeichnen und letztendlich auch den WWF World Title gewinnen ließ. Zwischenzeitlich hatte sich Flair mit dem neuen NWA-Präsidenten Seiji Sakaguchi geeinigt und den NWA-Titelgürtel nach Erhalt der ausstehenden Kaution von 25.000 US$ plus einer Prämie in unbekannter Höhe wieder an das Championship-Komitee übergeben.

##### Austritt der WCW
Als Ric Flair im August 1991 die NWA verlassen hatte, begann Ted Turner, seine Shows nun unter dem Banner von World Championship Wrestling zu veranstalten. Die WCW distanzierte sich nun offen von der National Wrestling Alliance und erschien in der Öffentlichkeit als selbständige Promotion, indem Ted Turner nun bewusst das Kürzel „NWA“ vor dem Namen wegfallen ließ. Als Antwort darauf gründete Jim Cornette mit einigen Partnern im Oktober 1991 die Promotion Smoky Mountain Wrestling, die jedoch 1995 wieder aus finanziellen Gründen geschlossen wurde.
1993 kehrte Flair in die NWA zurück, nachdem sein Zweijahresvertrag mit der WWF ausgelaufen war. Man ließ ihn nun am 18. Juli 1993 in Biloxi, Mississippi erneut den NWA-Champion-Titel gewinnen und in der WCW verteidigen. Anfang September des gleichen Jahres geriet das neugeschaffene NWA 3-Mann-Komitee und Ted Turner bezüglich eines TV-PPVs erneut in Streit. Dieses Komitee hatte den Japaner Sakaguchi abgelöst und bestand aus Dennis Coralluzzo als Präsident und Jim Crockett sowie Steve Rickard als Vice-Präsidenten. Ted Turner kreierte nun aus der WCW International Championship einen eigenständigen WCW World Title und so wurde Sting der erste offizielle WCW-Champion. Das bedeutete nun, dass der amtierende und in der WCW antretende Ric Flair nicht mehr als alleiniger World-Champion anerkannt wurde. Es kam etwas später zu einem sogenannten Titelvereinigungs-Match zwischen Flair und Sting, dass für letzteren entschieden wurde. Damit war der Austritt der WCW vollzogen. Um die Identität zwischen NWA- und WCW-Titel optisch darzustellen, verwendete Turners WCW für ihren neugeschaffenen World Title den aktuellen NWA-Titelgürtel.
Die National Wrestling Alliance versuchte seit August 1991 per Gerichtsurteil den Austritt ihrer finanzkräftigsten Suborganisation unterbinden zu lassen. Am 13. September 1993 wurde vor dem Verwaltungsgericht Charlotte, North Carolina das Urteil gesprochen und für Turner entschieden. So wurde die NWA World Heavyweight Championship für vakant erklärt. Der aktuelle Titelgürtel verblieb jedoch bei WCW für deren World Title. Das NWA-Championship-Komitee hatte somit das Problem, dass man zwar einen World Title, aber keinen dazugehörigen Gürtel besaß. Also reaktivierte man jenen Gürtel, der zwischen 1973 und 1986 in Gebrauch war. Diesen Gürtel verwendet die NWA in leichter Abwandlung bis heute.
Zwischen 1993 und 1995 schlossen sich zahlreiche kleinere Promotionen des In- und Auslandes der NWA an, um nun unter dem traditionsreichen NWA-Banner ihre eigene Bekanntheit zu steigern. So zum Beispiel die I. W. A. Japan und die I. W. A. Puerto Rico.

##### Austritt der ECW
NWA-Vizepräsident Jim Crockett und Todd Gordon, der Promotor von NWA Eastern Championship Wrestling kamen im August 1994 überein, die vakante Championship in Philadelphia, Pennsylvania austragen und landesweit ausstrahlen zu lassen. Die ECW war damals das letzte Affiliate mit einem laufenden TV-Vertrag. Doch am Ende dieses Turniers um den NWA World Title erklärte der neue NWA-Champion Shane Douglas den Austritt der ECW aus der National Wrestling Alliance und Todd Gordon bestätigte diesen am 31. August 1994 auch offiziell. Nachdem die NWA mit dem Austritt der ECW nun über kein Affiliate mit TV-Format mehr verfügte, hatte sie ihre einstige Bedeutung verloren und spielte im globalen wie im nationalen Wrestling kaum noch eine Rolle.

##### Re-Organisierung und Modernisierung der NWA-Strukturen
Mit dem Austritt der ECW war die National Wrestling Alliance finanziell am Ende und galt eigentlich als tot, da ihr nur noch sieben Promotionen angehörten. Die NWA-Führung merkte nun, dass dringend Veränderungen vorgenommen werden mussten. Das Board Of Directors beschloss nun, die Struktur der NWA offiziell zu reformieren. Es hatte inzwischen eingesehen, dass das traditionelle Territorialprinzip überholt war. Dieses musste nun einfach aufgegeben werden, um die National Wrestling Alliance weiterhin gegen die großen Konkurrenten World Wrestling Federation, World Championship Wrestling, American Wrestling Association und Extreme Championship Wrestling bestehen zu lassen.
Nachdem die WCW und NJPW 1993 die NWA verlassen hatten, wurde nun ein Drei-Mann-Führungsausschuss eingesetzt, der aus Jim Crockett Jr. (Dallas), Dennis Coralluzo (NWA New Jersey) und Steve Rickard (NWA New Zealand) bestand. Damit umging man die Wahl eines neuen Präsidenten, da der Japaner Seiji Sakaguchi (NJPW) den Dachverband verlassen hatte.
Obgleich die NWA mit dem Austritt der WCW (1991/1993) mehr als geschwächt und mit dem Austritt der ECW (1994) als „klinisch tot“ galt, konnte sie ihren Einflussbereich leicht ausdehnen: Am 2. November 1993 nahm die NWA ihr erstes europäisches Affiliate auf, indem sich UK Hammerlock der NWA anschloss. Auch bildete das offizielle Fallenlassen des Territorialprinzips einen weiteren Anreiz für kleinere Promotionen, der NWA beizutreten, da sie nun landesweit ihre Shows veranstalten konnten.
Der Promotor Jim Crockett wurde im Januar 1995 aus dem NWA Board of Directors entfernt, nachdem dieser seine Mitgliedsbeiträge nicht mehr bezahlt hatte. Howard Brody, Promotor der NWA Florida, ersetzte Crockett im Ausschuss und wurde 1996 zum NWA-Präsidenten gewählt.
Im Januar 1998 wurde mit der Pro Wrestling Organization, LLC ein neues Mitglied in die NWA aufgenommen. Zusammen mit der National Wrestling Alliance, LCC führte sie den Dachverband. Nach und nach wurden alle Rechte der NWA an die Pro Wrestling Organization übertragen und die alte Muttergesellschaft eingestellt.

#### 2000er
Am 16. Juni 2002 erschien die National Wrestling Alliance wie der Phoenix aus der Asche, als in Alabama die Promotion NWA Total Nonstop Action Wrestling gegründet wurde und kurz darauf über einen laufenden TV-Vertrag verfügte. 2003 und 2004 nahm die National Wrestling Alliance auch die NWA France, NWA Ireland und NWA Scotland in ihre Organisation auf.
Nachdem sich TNA 2007 von der NWA getrennt hatte, war diese wieder fest in der Wrestling-Welt verankert. Die lokalen Promotionen hatten durch Wechseln des Wrestling-Stils, der als New Style Wrestling nun im Wesentlichen dem Wrestlingstil der IWA Mid-South oder der Combat Zone Wrestling entsprach, wieder eine feste Fan-Basis geschaffen und begannen eng mit anderen Promotionen der Independent-Szene zusammenzuarbeiten. So wurden in diesem Jahr auch die NWA British Commonwealth und die NWA Pro – Australia reaktiviert bzw. neu aufgestellt. Die NWA hatte somit einen regelmäßigen Mitgliederneuzugang, der die eingestellten Banner ersetzte.

#### 2010er
Im Januar 2012 wurde die Pro Wrestling Organization, LCC in Brownsville, Texas vom Juristen und Promotor Bruce Tharpe erfolgreich verklagt. Die von Tharpe, Chris Ronquillo (NWA Houston) und Fred Rubenstein (NWA New Jersey) seit August 2012 betriebene Organisation International Wrestling Corp, LCC wurde der Besitz und Betrieb der Marke „National Wrestling Alliance“ zugesprochen. Damit war Mehrheitshalter Tharpe de facto Besitzer der NWA und der offizielle Sitz der National Wrestling Alliance wurde von Waterloo (Iowa) ins texanische Houston verlegt.
Viele Promotoren und Akteure waren jedoch mit der aktuellen Entwicklung innerhalb der NWA nicht zufrieden. So traten beispielsweise am 28. Oktober 2012 der mehrfache NWA Champion Adam Pearce und Colt Cabana aus der NWA aus. Beide hatten an einer Show bei der australischen Promotion NWA Warzone teilgenommen und dort ihr Fehdenprogramm abgeschlossen. Der NWA World Heavyweight Title wurde daraufhin für vakant erklärt. Auch die in Kalifornien ansässige Promotion NWA Championship Wrestling from Hollywood erklärte unter Dave Marquez ihren Austritt und veranstaltete nun unter dem neuen Banner Championship Wrestling from Hollywood. Unter Marquez formierten sich zehn NWA-Promotionen und Affiliates zum United Wrestling Network, welches auf seinem Zenit 18 Wrestlingverbände umfassen sollte.

## NWA-Territorien
Zwischen 1948 und den 1990er-Jahren war die NWA streng nach einem Territorialprinzip gegliedert. Dieses Prinzip untersagte einer Suborganisation (Affiliate) auf dem Territorium einer anderen eigenständige Shows zu veranstalten.
1993 wurde das klassische Territorialprinzip zugunsten einer Gliederung fallengelassen, indem sich die Verbände der NWA in neue Regionen gliederten. Diese Praxis dauerte bis zum Sommer 2012 an. Ab Juni 2012 bis zum Oktober 2017 wurden das Territorialsystem erstmals fallen gelassen und das Board of Directors begann innerhalb ihrer Organisation Lizenzen zu verteilen.
2017 wurde nach dem Verkauf der NWA die Lizenzpolitik fallen gelassen und die NWA zentral als eigenständige Promotion geführt. Dieses war aus Sicht des neuen Besitzers, Billy Corgan, nötig geworden, um der allmächtigen WWE weiterhin Konkurrenz machen zu können. Nach dem Verkauf der WWE begann Corgan, wieder an das traditionelle Territorialprinzip anzuknüpfen und die NWA wieder in eine Federation umzuwandeln.

## Hall of Fame
Die NWA Hall of Fame wurde 2005 gegründet. Lou Thesz wurde als erstes Mitglied aufgenommen. Seither werden jedes Jahr ausgewählte Wrestler, Manager, Ringsprecher und Kommentatoren in die Hall of Fame aufgenommen.

## Titelträger
| Titel                                     | Aktueller Titelträger                   | Regent- schaft | Datum des Titelgewinns | Tage | Ort                      |
| ----------------------------------------- | --------------------------------------- | -------------- | ---------------------- | ---- | ------------------------ |
| NWA World’s Heavyweight Championship      | EC3                                     | 1              | 27. August 2023        | 644+ | St. Louis, Missouri      |
| NWA World Women’s Championship            | Kenzie Paige                            | 1              | 27. August 2023        | 644+ | St. Louis, Missouri      |
| NWA World Television Championship         | Max the Impaler                         | 1              | 13. Januar 2024        | 505+ | Fort Lauderdale, Florida |
| NWA World Junior Heavyweight Championship | Joe Alonzo                              | 1              | 2. März 2024           | 456+ | Dothan, Alabama          |
| NWA World Tag Team Championship           | Blunt Force Trauma (Carnage & Damage)   | 1 {1, 1)       | 26. August 2023        | 645+ | St. Louis, Missouri      |
| NWA National Championship                 | Thom Latimer                            | 1              | 2. März 2024           | 456+ | Dothan, Alabama          |
| NWA World Women’s Tag Team Championship   | The King Bees (Charity King & Dani Bee) | 1 {1, 1)       | 13. Januar 2024        | 505+ | Fort Lauderdale, Florida |